# Negin Ahmadi
Negin Ahmadi (persisch نگین احمدی) ist eine kurdische Regisseurin und wurde in Teheran geboren. Ihr Film Darvazeye royaha in dokumentarischer Form aus der Sektion Generation hatte 2023 zur 73. Berlinale seine Weltpremiere.

## Leben
Ahmadi erlangte einen Bachelor in Wirtschaft von der Imam Khomeini Universität in Qazvin. Zur Zeit studiert sie an der Iranian Youth Cinema Society, einer gemeinnützigen iranischen Bildungsinstitution.

## Filmografie (Auswahl)
- 2023: Darvazeye royaha (Dreams’ Gate). Dokumentarfilm – auch Drehbuch
- 2023: Tanya. Dokumentarfilm